# Réflexe de Ferguson
Le réflexe de Ferguson (également appelé réflexe d'éjection fœtale) est le réflexe neuroendocrinien comprenant le cycle autosuffisant de contractions utérines initiées par une pression au niveau du col ou des parois vaginales. C'est un exemple de rétroaction positive en biologie. Le réflexe de Ferguson se produit chez les mammifères. 

## Mécanisme
Lors de l'application d'une pression à l'extrémité interne du col de l'utérus, l'ocytocine est libérée et entraîne une augmentation des protéines contractiles qui stimule les contractions, ce qui augmente à son tour la pression sur le col (augmentant ainsi la libération d'ocytocine, etc.), jusqu'à ce que le bébé soit accouché. 
Les informations sensorielles concernant l'étirement mécanique du col de l'utérus sont transportées dans un neurone sensoriel, qui se synchronise dans la corne dorsale avant de remonter vers le cerveau dans les colonnes antérolatérales (voies homolatérales et controlatérales). Via le faisceau médian du cerveau antérieur, l'efférent atteint le PVN et le SON de l'hypothalamus. L'hypophyse postérieure libère de l'ocytocine en raison de l'augmentation de l'activité neuronale dans le tractus hypothalamo-hypophysaire. L'ocytocine agit sur le myomètre, sur des récepteurs qui ont été régulés à la hausse par une augmentation fonctionnelle du rapport œstrogène-progestérone. Ce changement de rapport fonctionnel est médié par une diminution de la sensibilité du myomètre à la progestérone, en raison d'une augmentation du récepteur de la progestérone A, et d'une augmentation simultanée de la sensibilité du myomètre à l'œstrogène, en raison d'une augmentation du récepteur α des œstrogènes. Cela provoque une contraction myométriale et une rétroaction positive supplémentaire sur le réflexe. 
Des études chez les brebis ont démontré que le réflexe est bloqué par l'anesthésie péridurale,. Dans des études chez la souris, Niles Newton et ses collègues ont démontré l'importance des influences du corticales. Ils ont élargi le sujet en introduisant le terme de réflexe d'éjection du fœtus . 
Le concept d'influences corticales a fourni des raisons de s'interroger sur le processus de parturition chez les humains, caractérisé par un quotient d'encéphalisation élevé. Odent avait observé que, dans des situations exceptionnellement rares, les femmes peuvent parfois éprouver un tel réflexe, caractérisé par une naissance après une courte série de contractions irrésistibles et puissantes sans aucune possibilité de mouvements volontaires. Pour qu'une telle cascade hormonale se produise, cela nécessite une sécurité psychologique suffisante, comme cela se produit lors d'une naissance normale ou non perturbée. Plus le taux d'intervention, comme l'induction ou la césarienne, est élevé, plus la probabilité que le réflexe de Ferguson se produise est faible. En revanche, plus l'incidence des interventions est faible, comme c'est le cas dans les pays où le taux de naissances à domicile est élevé et dans les centres de naissance dans le monde, plus la probabilité que le réflexe de Ferguson se produise est élevée. 